# Torre Guevara (Ischia)

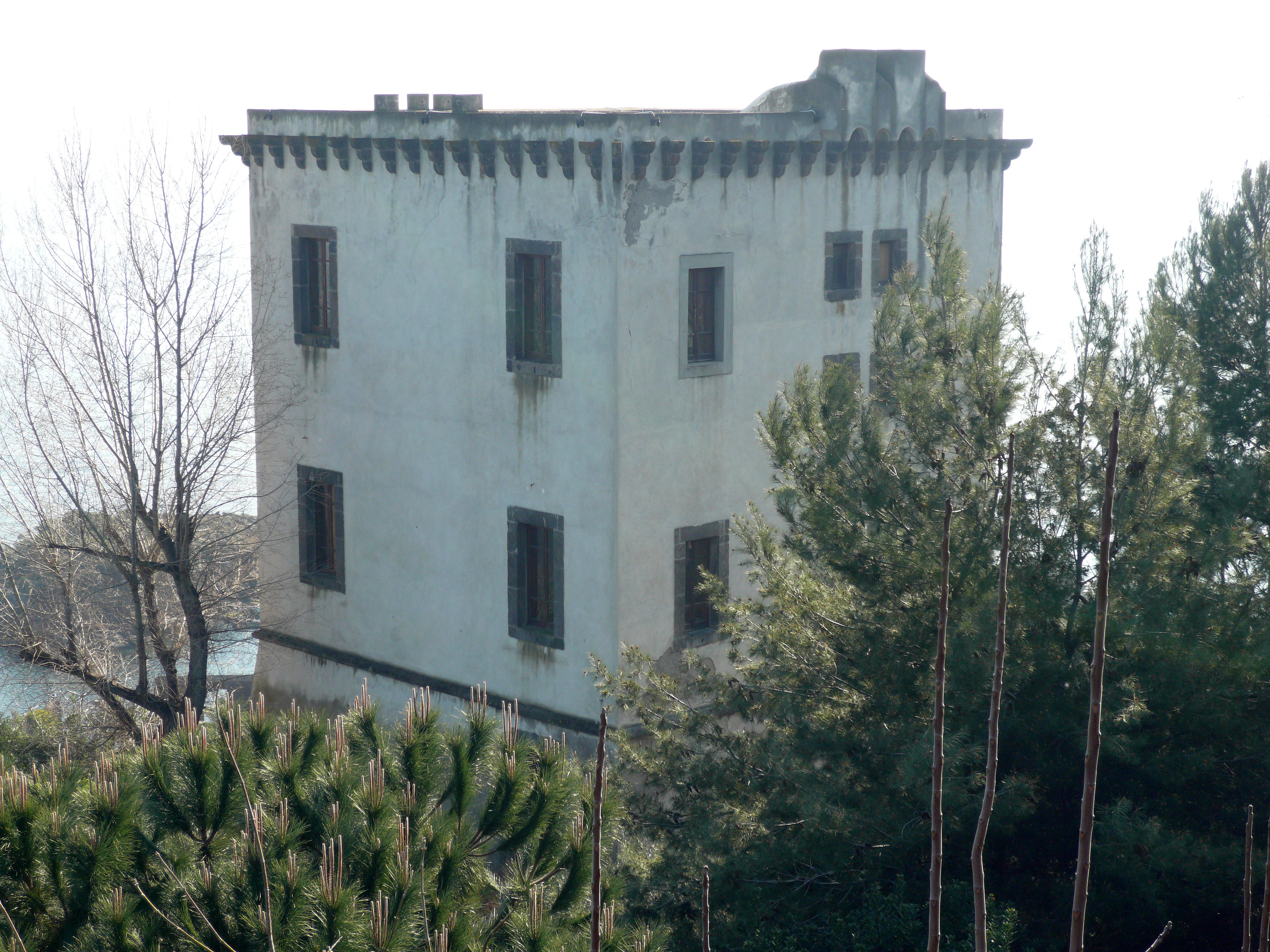
Torre Guevara auf Ischia

Der Torre Guevara, auch Torre di Guevara, Torre di Michelangelo oder Torre di Sant’Anna (weil eine Kapelle, die dieser Heiligen geweiht ist, dort steht) ist ein Wohnturm aus dem 15. Jahrhundert an der Ostküste der Insel Ischia in der Nähe des Hauptortes Ischia.

## Geschichte
Das Gebäude liegt gegenüber dem Castello Aragonese, unweit der Scogli di Sant’Anna, einer bedeutenden archäologischen Grabungsstätte. Sie verbindet die Geschichte der Bucht mit der antiken Kolonie Aenaria, die heute verschwunden ist. Diese war eine florierende, altrömische Siedlung aus der Zeit zwischen dem 1. Jahrhundert v. Chr. und dem 4. Jahrhundert n. Chr., in der es – wie zahlreiche Funde beweisen – Terrakottaherstellungsbetriebe und Metallwerkstätten gab.
Den Turm ließ Ende des 15. Jahrhunderts vermutlich Don Juan de Guevara erbauen, ein Soldat, der ursprünglich aus Spanien stammte und zum Gefolge des Königs Alfons I. von Neapel und Sizilien gehörte, der ihn 1454 zum „Ritter des Königs“ ernannte. Möglicherweise war der Bauherr auch ein anderes Mitglied derselben Familie, Francisco de Guevara, der von Kaiser Karl V. zum Gouverneur der Insel auf Lebenszeit ernannt wurde. Der Turm wurde also nicht nur zu Wohnzwecken errichtet, sondern auch zur Verteidigung der Küste und der Burg, so wie es vom Souverän auf Basis des Edikts von 1433 festgesetzt wurde.
In einer Legende heißt es, dass im 16. Jahrhundert dort öfters der Künstler Michelangelo geweilt haben soll, der in einer geheimen Liebesbeziehung zur Burgbewohnerin Vittoria Colonna, der Gattin von Fernando Francesco d’Avalos di Pescara, gestanden haben soll. Über diese Legende gibt es, genauso wenig wie über das Gerücht, das dem Künstler einige der Gemälde im Inneren des Turms zuschreibt, irgendwelche geschichtlichen Dokumente.
Der Turm dient heute als Mehrzweckgebäude für Kunstausstellungen (z. B. von Arnaldo Pomodoro und Hidetoshi Nagasawa, die 2003, bzw. 2006 unter der Ägide des Circolo Culturale „Georges Sadoul“ stattfanden) und kulturellen Veranstaltungen. Derselbe Zirkel hat die Restaurierungskampagne unter Leitung der Hochschule für Bildende Künste in Dresden angestoßen, die es ermöglichte, die Wanddekorationen als Kopien der Werke von Hans Vredeman de Vries, einem flämischen Künstler des 16. Jahrhunderts, einzuordnen.

## Beschreibung
Das quadratische Gebäude hat drei Stockwerke; das angeschrägte Erdgeschoss endet mit einem Gesims aus Naturstein. Die Geometrie der Tür- und Fensteröffnungen, die mit breiten Rahmen aus Bims versehen sind, weist auf die Verortung des Gebäudes in der neapolitanischen Renaissance hin und bezeugt eine manieristische Kultur, nicht nur seiner Fresken, sondern auch seiner architektonischen Konzeption als Gartenhaus, im Kontext mythischer Bilder und eines bevorzugten Ortes kultureller Metaphern.
Der Turm steht in einem großen Garten, den flussabwärts die Wasser der Cartaromana und die einer Quelle, die von Giovanni Boccaccio gerühmt wird, umspülen. Früher war er auf beiden Seiten mit einer hohen Mauer eingefriedet, von der heute nur noch Spuren vorhanden sind.